# Esmir Filho
Esmir Filho (São Paulo, 6 de outubro de 1982) é um cineasta brasileiro. Seus filmes foram exibidos e premiados nos mais importantes festivais de cinema do mundo. Dentre eles, o Festival de Cannes, Berlinale, Festival de Locarno e outros.

## Biografia
Formou-se na Faculdade de Cinema da FAAP, em São Paulo, em 2004. Seu primeiro longa-metragem, Os Famosos e os Duendes da Morte, foi distribuído no Brasil pela Warner Bros., sendo o vencedor do Festival do Rio em 2009 e selecionado para a competição oficial Berlinale (Mostra Geração 14+) e o Festival de Locarno. Além disso, ganhou prêmios de melhor filme, direção e crítica nos festivais de Havana, Valdivia, Gramado e Guadalajara. O filme também estreou em cinemas da França, Japão e Portugal. Seu curta, Alguma Coisa Assim, ganhou o prêmio de melhor roteiro no Festival de Cannes em 2006, enquanto Saliva foi o curta-metragem indicado para representar o Brasil no Oscar de 2008. Em 2011, fundou a produtora a Saliva Shots, onde desenvolve e produz conteúdo audiovisual para cinema, TV e internet. Dirigiu a obra multimídia "Kollwitzstrasse 52", que combina cinema e teatro, exibida no Museu da Imagem e do Som de São Paulo. Em 2020, realizou a série Boca a Boca para a Netflix.

## Filmografia
Dentre curtas e longas-metragens, a filmografia de Esmir inclui:
- Homem com H (2025)
- Verlust (2020)
- Baleia (2018)
- Alguma Coisa Assim (2017)
- Sete Anos Depois (2014)
- Os Famosos e os Duendes da Morte (2009)
- Saliva (2007)
- Vibracall (2007)
- Tapa na Pantera (2006)
- Alguma Coisa Assim (2006)
- Ímpar Par (2005)
- Ato II Cena 5 (2004)